# Palmacorixa
Palmacorixa is een geslacht van wantsen uit de familie van de Corixidae (Duikerwantsen). Het geslacht werd voor het eerst wetenschappelijk beschreven door Abbott in 1912.

## Soorten
Het genus bevat de volgende soorten:

- Palmacorixa buenoi Abbott, 1913
- Palmacorixa gillettei Abbott, 1912
- Palmacorixa janeae Brooks, 1959
- Palmacorixa nana Walley, 1930